# 亞歷山大·阿列克謝耶維奇·波格丹諾夫
亞歷山大·阿列克謝耶維奇·波格丹諾夫（羅馬化：Aleksandr Alekseyevich Bogdanov；1874年4月22日—1939年11月10日），俄國及蘇聯作家（诗人、散文作家、公论家）和布尔什维克革命家。